# Betta taeniata
Betta taeniata är en fiskart som beskrevs av Regan, 1910. Betta taeniata ingår i släktet Betta och familjen Osphronemidae. Inga underarter finns listade.